# Julia Has Two Lovers
Julia Has Two Lovers é um filme do gênero comédia dramática canado-estadunidense de 1991 dirigido por Bashar Shbib.

## Sinopse
Julia Has Two Lovers conta a história de uma mulher, Julia, que se envolve com um misterioso estranho, Daniel, depois de se cansar de seu tedioso relacionamento com Jack.

## Elenco
- Daphna Kastner .... Julia
- David Duchovny.... Daniel
- David Charles.... Jack
- Tim Ray.... Leo
- Clare Bancroft.... Jackie
- Martin Donovan.... Freddy
- Anita Olanick.... Ursulla